# Son of a Bitch
I Son of a Bitch sono stati un gruppo hard rock britannico in un secondo tempo ribattezzato Saxon e successivamente rifondato dagli ex membri originali Steve Dawson e Graham Oliver.

## Storia

### Prima fase (1976-1977)
Nel 1976 il bassista Steve Dawson ed il chitarrista Graham Oliver fondarono i Son of A Bitch, ai quali si affiliarono poco dopo il chitarrista Paul Quinn, il cantante Peter "Biff" Byford (entrambi provenienti dai Coast) ed il batterista Pete Gill (proveniente dai Tiger B. Smith). L'anno seguente il gruppo cambiò il nome in Saxon ed iniziò per loro una fulgida carriera.

### Seconda fase (1996-1998)
Quando all'indomani dell'uscita di Dogs of War il chitarrista Graham Oliver lasciò i Saxon al colmo della disapprovazione per la nuova linea musicale intrapresa dal gruppo, decise di far rivivere il nome Son of a Bitch  assieme gli altri due ex Saxon Steve Dawson (che aveva abbandonato il combo dello Yorkshire nel 1986) e Pete Gill (che aveva lasciato nel 1981). Al gruppo degli ex Saxon si unirono il chitarrista Haydn Conway (proveniente dai Saracen) ed il cantante Ted Bullet (proveniente dai Thunderhead) e venne inciso Victim You nel 1996. Nel 1998 il gruppo si sciolse: Bullet tornò nei Thunderhead per morire poco dopo, Gill sparì nuovamente dalla scena musicale, mentre Dawson, Oliver e Conway continuarono sotto il nome  Oliver/Dawson Saxon.

## Discografia
- 1996 - Victim You

## Formazione

### Storica
- Ted Bullet - voce
- Graham Oliver - chitarra
- Haydn Conway - chitarra
- Steve Dawson - basso
- Pete Gill - batteria

### Membri precedenti
- John Walker - batteria